# Nils Jansson (orgelbyggare)
Nils Jansson, född 4 november 1816 i Bollnäs, död där 2 december 1889, var en svensk torpare och amatörorgelbyggare i Hå, Bollnäs. Han var organist vid Hällbo kapell.

## Biografi
Jansson föddes 4 november 1821 på Hå i Bollnäs. Han var son till husmannen Johan Nilsson (1772–1833) och Anna Andersdotter (1781–1850). Han tog över gården efter sin moderns död 1850. Han blev under 1860-talet skattetorpare. På 1886 tar sonen Nils över gården.

### Familj
Jansson gifte sig 1845 med Brita Larsdotter (född 1821). De fick tillsammans barnen Johan (född 1847), Nils (1852–1852) och Nils (född 1854).

## Orglar
| År              | Ursprunglig kyrka   | Stift   | Bild | Manualer | Pedal        | Stämmor | Bevarad orgel/fasad | Övrigt |
| --------------- | ------------------- | ------- | ---- | -------- | ------------ | ------- | ------------------- | --- |
| 1850 eller 1855 | Katrinebergs kapell | Uppsala |      |          |              |         | Nej/Nej             | En ny orgel byggdes 1892 av Lars Östlin, Nordanåsbo. |
| 1845–1847       | Okänd               | Uppsala |      | 1        | Självständig | 8       | Ja/Ja               | 1856 flyttades orgeln till Hällbo kapell. 1872 flyttades orgeln till korläktaren över sakristian. 1903 byggdes orgeln om av Per Johan Johansson, Ore. 1968 flyttades orgeln till västläktaren av Gunnar Carlsson, Borlänge. Orgeln består av äldre material. |